# Contea di Russell (Kansas)
La contea di Russell (in inglese Russell County) è una contea dello Stato del Kansas, negli Stati Uniti. La popolazione al censimento del 2000 era di 7 370 abitanti. Il capoluogo di contea è Russell